# Karel Bouška
Karel Bouška (* 2. Januar 1933 in Prag; † 5. September 2001 in Jablonec nad Nisou) war ein tschechoslowakischer Radrennfahrer und nationaler Meister im Radsport.

## Sportliche Laufbahn
Bouška war im Straßenradsport und im Querfeldeinrennen (heutige Bezeichnung Cyclocross) aktiv. Mehrfach belegte er vordere Plätze im längsten Amateurstraßenrennen Prag–Karlovy Vary–Prag. Im Querfeldeinrennen gewann er fünfmal den nationalen Titel (1955, 1956, 1958 bis 1960). Dreimal nahm er an der Cyclocross-Weltmeisterschaft teil. 1956 wurde er 30., 1964 32. und 1965 37.

## Berufliches
Bouška war als Mechaniker in einer Autofabrik in Mladá Boleslav tätig. Nach seiner aktiven Karriere wurde er Trainer und war Anfang der 1970er Jahre tschechoslowakischer Nationaltrainer im Querfeldeinrennen.